# Michael Bauböck
Michael Bauböck (* 1989 in Gurten) ist ein österreichischer Koch.

## Leben
Michael Bauböck entstammt einer Gastronomen-Familie in Gurten im Innviertel; sein Vater war der Koch Gerhard Bauböck (1959–2015).
Er kochte um 2008 bei Reinhard Gerer im Restaurant Korso (ein Michelinstern), um 2010 bei Joachim Gradwohl im Graben (ein Michelinstern) und danach bei Paul Ivic im Restaurant Tian (ein Michelinstern).
2013 wechselte Bauböck zu Heinz Reitbauer ins Restaurant Steirereck (zwei Michelinsterne), wo er viele Jahre Souschef war. Im September 2023 beförderte ihn Patron Reitbauer zum Co-Küchenchef. 2025 wurde das Steirereck mit drei Michelinsternen ausgezeichnet.

## Auszeichnungen
- 2019: Rolling Pin Award, Souchef des Jahres[7]
- 2024: Zwei Michelinsterne für das Restaurant Steirereck[8]
- 2025: Drei Michelinsterne für das Restaurant Steirereck[6]